# 二塘乡 (桂林市)
二塘乡是中华人民共和国广西壮族自治区桂林市象山区下辖的一个乡。清末由临桂县南乡分设太沙乡，时辖境包含今柘木镇李家村，但不含今芬塘村。民国31年一度与柘木合并改柘太区，中华人民共和国建立初期改二塘乡。
二塘乡在桂林习惯称“南路二塘”，有着非常丰富的民俗文化，比如阳家村的仁祖文化、潭南村的姑婆文化、茶店村的大王文化等等；各村几乎各有庙祠，或自古保留，或在毁损原址上重建，至今香火不断，而其中规模影响最大的是“令公节”的令公文化，非常可贵是，这一文化仍然显露出自己的生命力。

## 行政区划
二塘乡下辖以下地区：
湴塘村、阳家村、红光村、万福村、四合村和北芬村。